# ジジ・エッジレイ
ジジ・エッジレイ（Gigi Edgley、1977年11月16日 - ）は、オーストラリアの女優。

## 出演作品
- アルマゲドン2012
- ＡＶＡ　エイリアン VS. エイリアン　ジャッジメント・デイ
- ピースキーパー・ウォー　最終大戦